# Kamilou Daouda
Kamilou Daouda (ur. 29 grudnia 1987 w Agadez) – nigerski piłkarz grający na pozycji napastnika. Od 2016 roku jest piłkarzem klubu Coton Sport.

## Kariera klubowa
Karierę piłkarską Daouda rozpoczął w klubie Akokana FC. W jego barwach zadebiutował w sezonie 2005/2006 w pierwszej lidze nigerskiej. Grał w nim do 2007 roku i wtedy też został zawodnikiem kameruńskiego Coton Sport. W 2007 i 2008 roku wywalczył z nim mistrzostwo Kamerunu oraz zdobył Puchar Kamerunu. W 2008 roku wystąpił w przegranym dwumeczu finału Ligi Mistrzów z Al-Ahly Kair (0:2, 2:2).
Latem 2008 roku Daouda przeszedł do libijskiego Al-Ittihad Trypolis. W latach 2009 i 2010 dwukrotnie z rzędu został z nim mistrzem Libii. Zdobywał też Puchar Libii (2009) i Superpuchar Libii (2009, 2010). W 2011 roku odszedł do tunezyjskiego CS Sfaxien. W sezonie 2012/2013 grał w algierskim JS Saoura. W 2013 wrócił do Coton Sport. W sezonie 2013 wywalczył z nim mistrzostwo Kamerunu, a w sezonie 2014 - dublet (mistrzostwo i puchar kraju). W 2015 roku grał w Al-Chartum, a w 2016 ponownie wrócił do Coton Sport. W sezonach 2018, 2021 i 2022 wywalczył z nim trzy tytuły mistrza Kamerunu.

## Kariera reprezentacyjna
W reprezentacji Nigru Daouda zadebiutował 25 marca 2007 roku w przegranym 1:3 kwalifikacji do Pucharu Narodów Afryki 2008 z Lesotho, rozegranym w Maseru. W 2012 roku został powołany do kadry na Puchar Narodów Afryki 2012, a w 2013 do kadry na Puchar Narodów Afryki 2013. Od 2007 do 2019 wystąpił w kadrze narodowej 36 razy i strzelił 10 goli.